# Pauini (ort)
Pauini är en ort i delstaten Amazonas i nordvästra Brasilien. Den är huvudort i en kommun med samma namn och folkmängden uppgick till cirka 9 000 invånare vid folkräkningen 2010. Pauini är belägen längs Purusfloden och har en flygplats.